# Северно-Банатский округ
Северно-Банатский округ (серб. Севернобанатски управни округ) — один из семи округов автономного края Воеводина Сербии. Расположен на севере Воеводины, на западе историко-географической области Банат. Население составляет 147 770 человек (2011 год).
Административный центр — город Кикинда.
Площадь территории округа 2328 км². Административно разделён на 6 общин:
| № | Община        | Административный центр, город | Площадь общины, км² | Население, чел. (2007) |
| - | ------------- | ----------------------------- | ------------------- | ---------------------- |
| 1 | Ада           | Ада                           | 227                 | 18 189                 |
| 2 | Канижа        | Канижа                        | 399                 | 26 566                 |
| 3 | Кикинда       | Кикинда                       | 782                 | 63 324                 |
| 4 | Нови-Кнежевац | Нови-Кнежевац                 | 305                 | 11 985                 |
| 5 | Сента         | Сента                         | 293                 | 24 457                 |
| 6 | Чока          | Чока                          | 321                 | 12 634                 |

Крупнейшие этнические группы, по переписи 2011 года:
- венгры — 68 915 чел. (46,64 %);
- сербы — 63 047 чел. (42,67 %);
- цыгане — 4769 чел. (3,23 %);
- югославы — 665 чел. (0,45 %).

Наиболее распространённые языки: (2002)
- венгерский — среди 79 779 чел. (48,09 %);
- сербский — среди 79 754 чел. (48,08 %);
- цыганский — среди 3240 чел. (1,95 %).